# Walter VI. (Brienne)

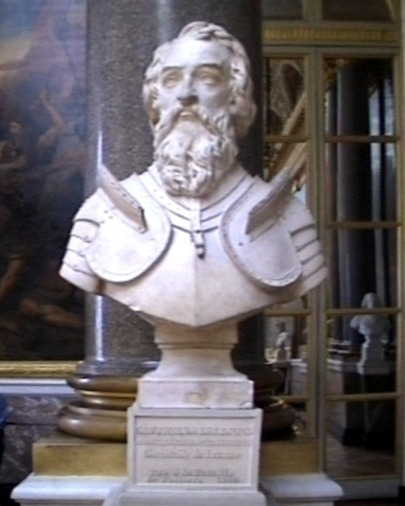
Büste in der Schlachtengalerie des Schloss Versailles

Walter VI. von Brienne (* um 1304; † 19. September 1356 bei Maupertuis) war Graf von Brienne, Conversano und Lecce, Titularherzog von Athen, sowie kurz vor seinem Tod Connétable von Frankreich des Königs Johann II.

## Leben
Er war der Sohn von Walter V. von Brienne, Herzog von Athen, und Jeanne de Chatillon († 1354), der Tochter des Grafen von Porcien. Als Enkel von Hugo von Brienne († 1296) war er der Erbe weitläufiger Ländereien rund ums Mittelmeer. Mit dem Tod seines Vaters in der Schlacht von Halmyros am 15. März 1311 erbte er die Grafschaft Brienne und den Anspruch auf das Herzogtum Athen, welches jedoch bis auf Argos und Nauplia von der Katalanischen Kompanie überrannt worden war. Walter VI. verbrachte einen großen Teil seines Lebens mit einem fruchtlosen Kampf um das Erbe der Familie seiner Großmutter, bis er in den 1340er Jahren nach Italien ging und Argos und Nauplia Stellvertretern überließ. Das Herzogtum Athen war nicht der erste Verlust in seiner Familie: Walters Großvater Hugo von Brienne († 1296) war von der Nachfolge im Königreich Jerusalem und im Königreich Zypern ausgeschlossen worden. Sein Ururgroßvater Walter III. von Brienne († 1205) hatte als Ehemann der Schwester des Königs Wilhelm III. nach dessen Tod Ansprüche auf das Königreich Sizilien erhoben – davon geblieben waren die Grafschaft Lecce und der Anspruch auf das Fürstentum Tarent.
Seine Mutter Johanna hatte während seiner Minderjährigkeit einen heftigen Kampf gegen die Katalanen geführt, mit wenig militärischem Erfolg und starken finanziellen Einbußen. Um seine Position zu verbessern, heiratete Walter im Dezember 1325 Margarete von Neapel, eine Nichte von Robert von Anjou, König von Neapel, und Tochter von Philipp I. von Tarent. In dieser Zeit bat Florenz um Roberts Unterstützung, um die welfischen Interessen in Italien zu schützen, und wählte Roberts Sohn Karl für eine 10-jährige Amtsperiode (1326–1336) zum Herrn der Stadt. Walter wurde für einige Monate des Jahres 1326 zu Karls Stellvertreter ernannt.
Im Jahr 1329 erhielt er Unterstützung durch Robert von Neapel und Papst Johannes XXII., die für die Rückeroberung Athens einen Kreuzzug ausriefen. Allerdings bestand der Preis für die Unterstützung darin, dass er zunächst als Vertreter des Lateinischen Kaiserreichs gegen das Despotat Epirus vorzugehen hatte. 1331 segelte Walter nach Osten, eroberte Arta und zwang den Despoten Johannes Orsini, die Oberhoheit Neapels anzuerkennen. Seine Versuche, Athen und Böotien zurückzuerobern wurden jedoch von einer venezianischen Allianz mit den Katalanen und deren Weigerung, sich zur Schlacht zu stellen, vereitelt. Sein einziger Sohn, Walter, starb während des Feldzugs an einer Krankheit. 1332 kehrte er nach Neapel zurück.
Ende des Jahrzehnts kümmerte sich Walter um seinen Besitz in Frankreich. 1339 war er der Stellvertreter des Königs in der Thiérache. Nachdem seine Frau 1340 gestorben war, kehrte er 1342 jedoch nach Italien zurück, als die regierenden Florentiner Kaufleute ihn riefen, die Stadt zu regieren. Seit 1339 befand sich Florenz in einer Wirtschaftskrise, die durch die immensen Schulden ausgelöst worden war, die zum einen die Engländer bei den Florentiner Banken hatten, und die zum anderen die Stadt selbst dafür aufgenommen hatte, um die nahe gelegene Stadt Lucca von ihrem Veroneser Herrn Mastino II. della Scala zu erwerben.

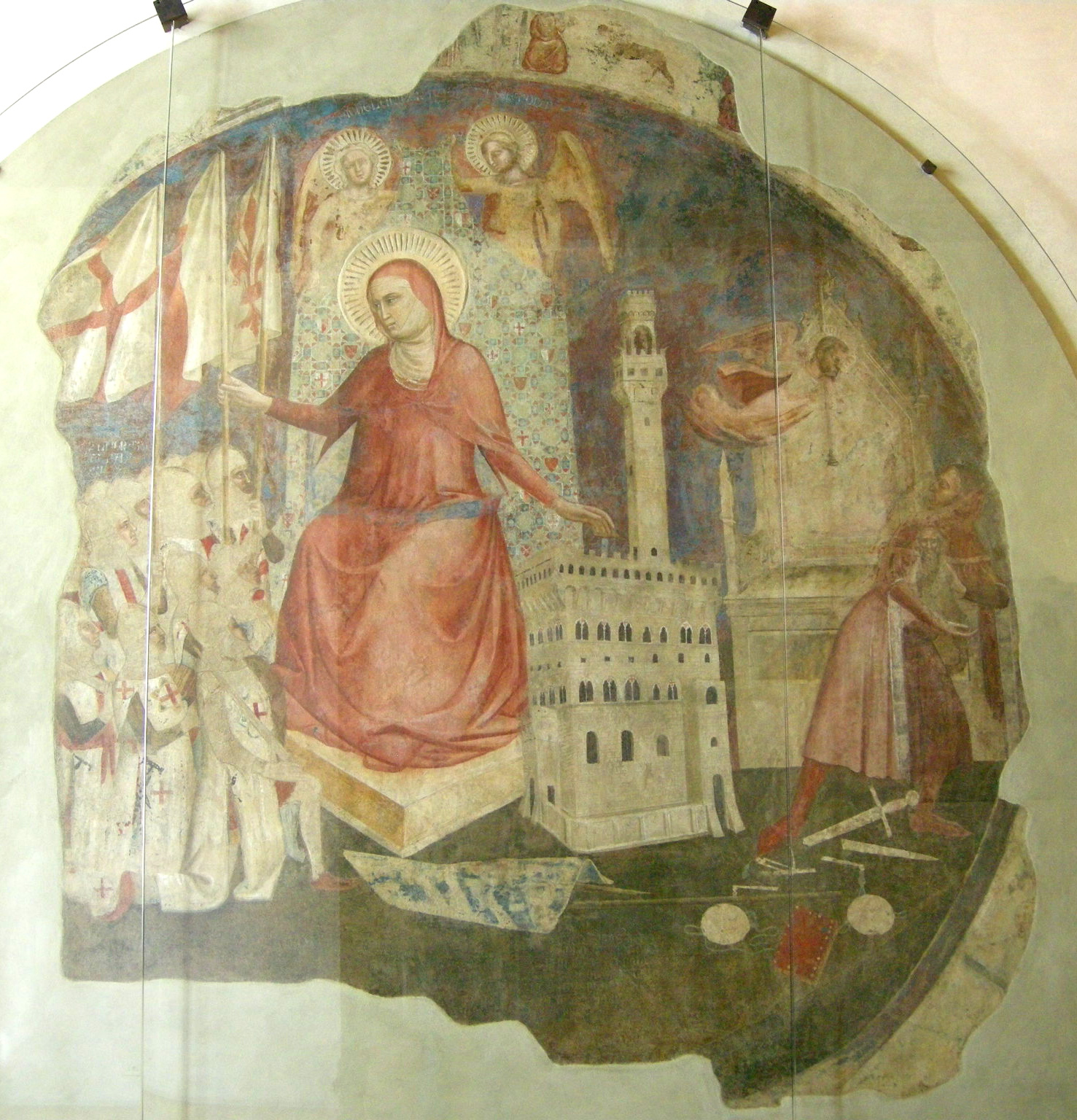
Sturz des Herzogs von Athen mithilfe der heiligen Anna

Die Florentiner Oberschicht sah sich 1342 nach einem auswärtigen Herrn um, der in der Lage sein sollte, die unmöglich scheinende Lösung der finanziellen Probleme zu schaffen, und glaubte, ihn in Walter von Brienne gefunden zu haben. Obwohl die herrschende Klasse Walter um eine zeitlich begrenzte Regierung gebeten hatte, wurde er von der Unterschicht, die mit Walters Vorgängern unzufrieden gewesen waren, sogar zum Signore auf Lebenszeit ernannt. Walter VI. regierte jedoch eigensinnig, ignorierte die Interessen der Kaufleute, die ihn geholt hatten, oder widersetzte sich ihnen sogar. Der „Herzog von Athen“ verordnete harsche wirtschaftliche Einschnitte, führte mit dem estimo und der prestanze neue Steuern ein, und verschob die Rückzahlung der städtischen Zwangsanleihen an wohlhabende Bürger. Diese Maßnahmen brachten am Ende alle Florentiner gegen ihn auf, und nach zehn Monaten wurde Walter von Brienne durch eine Verschwörung am Annenfest 1343 gestürzt. Er wurde nicht nur gezwungen, sein Amt aufzugeben, sondern musste froh sein, auf der Flucht mit dem Leben davonzukommen.
1344 heiratete er Johanna, Tochter von Raoul I. de Brienne, Graf von Eu und Connétable von Frankreich. Von ihr bekam er zwei Töchter, Johanna und Maria, die beide jung starben. Wahrscheinlich in dieser Zeit ließ er für seinen Ururgroßonkel Johann von Brienne († 1237), König von Jerusalem und Kaiser von Konstantinopel, in der Unterkirche der Basilika San Francesco in Assisi, der Grablegungskirche des Hl. Franziskus, ein prunkvolles gotisches Grabmonument errichten, das sich dort an der Ostwand des ersten Langhausjoches befindet.
1356 wurde er von französischen König Johann II. zum Connétable von Frankreich ernannt. Dieser hatte seinen Schwager Raoul II. de Brienne im gleichen Amt sechs Jahre zuvor ohne Prozess hinrichten lassen.
Walter fiel am 19. September 1356 in der Schlacht von Poitiers. Seine Titel und Ansprüche erbten seine Schwester Isabella und deren Söhne. Isabella III. überlebte ihren Bruder um vier Jahre, sie starb 1360 (ihr Ehemann Walter von Enghien (Gauthier d’Enghien) war bereits 1345 gestorben). Einige Jahre lang war sie Gräfin von Lecce und Brienne etc. und Titularherzogin von Athen. Noch zu Lebzeiten teilte sie ihren Besitz auf ihre zahlreichen Kinder auf.

## Eingang in die Literatur
Der „Herzog von Athen“, der in der siebten Geschichte des zweiten Tages des Decamerone als einer der neun Liebhaber der Tochter des Sultans von Babylon auftritt, ist – obwohl historisch sicher nicht korrekt – eine satirische Anspielung auf Walter VI. und seine kurze Diktatur in Florenz weniger als zehn Jahre vor dem Verfassen des Buches.